# Paso Picton
El paso Picton, también denominado brazo Picton, es un canal natural del extremo sudeste del océano Pacífico, rodeado por islas del sector sudeste del archipiélago de Tierra del Fuego, en el extremo sur de Chile. Administrativamente, pertenece a la comuna de Cabo de Hornos, en la Provincia Antártica Chilena; que a su vez es parte integrante de la XII Región de Magallanes y de la Antártica Chilena. La única localidad sobre sus costas es Puerto Toro, el poblado más austral del mundo.

## Localización
El paso Picton es un canal chileno ubicado en el extremo del océano Pacífico Sudeste, y al sur de la isla Grande de Tierra del Fuego en la región más austral de América del Sur. Separa la isla Navarino, que queda al oeste, primero de los islotes Snipe, Hermanos, y Solitario —que quedan al norte—, y luego de la isla Picton, que queda hacia el este. Es uno de los dos brazos, el más austral y profundo —promedios superiores a los 100 m—, que se abren cuando el canal Beagle enfrenta a los islotes y rocas que anteceden a la punta Ganado, al noroeste de la isla Picton. Es un paso natural que interconecta el área media del canal Beagle con la bahía Oglander. 

## Características geográficas
El largo —noroeste-sudeste— del paso Picton es de aproximadamente 25 km; su ancho —noreste-sudoeste— es de unos 3,6 km en su parte más angosta. Su profundidad promedio es de 100 m, siendo siempre superior a dicha cifra en la mayor parte de su cauce central longitudinal, llegando a 122 m frente a Puerto Toro. Su centro se encuentra en las coordenadas: 55°03'35"S 67°01'36"O.

### Bahías, penínsulas, cabos, e islas
El paso Picton contiene múltiples pequeñas bahías, penínsulas, cabos, etc. Entre los cabos y puntas destaca la punta Ganado, en la isla Picton, y de la costa de Navarino oriental el cabo Rees, y la punta Aarón. Son muy pocas sus islas interiores; próximos a la ribera de la isla Picton se sitúan algunos islotes, los de mayores superficies son el islote Jorge y el islote Packsaddle. 

### Poblados

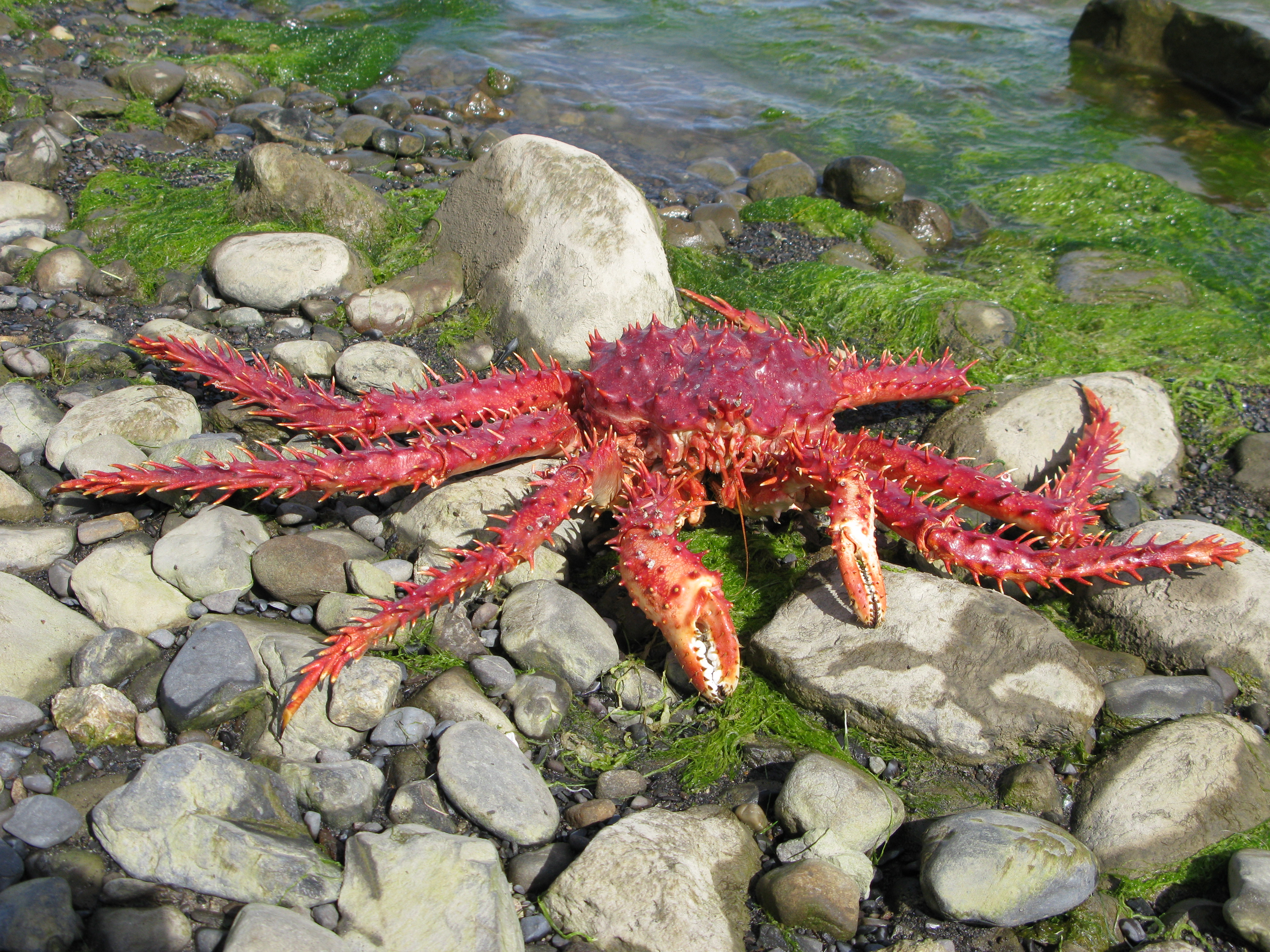
La centolla patagónica (Lithodes santolla) es el principal recurso económico del paso Picton.

La única localidad sobre sus costas es Puerto Toro, el poblado más austral del mundo. En él se encuentra la «Alcaldía de Mar de Puerto Toro», y el «Retén de Carabineros de Puerto Toro». Esta localidad fue fundada en el año 1892, siendo habitada por unas 30 personas. Sus pobladores se dedican a la captura de la centolla patagónica (Lithodes santolla), el principal recurso económico del paso Picton y otros canales australes.

### Clima
En el paso Picton, la temperatura media anual es de 6 °C, con escasa oscilación térmica anual. Las precipitaciones, que en invierno suelen ser en forma de nieve, están repartidas equitativamente a lo largo del año sumando un total que ronda los 550 mm, pero, si bien parecerían exiguas, a causa de la constante temperatura baja se tornan suficientes para convertir al paso Picton en una zona de clima húmedo; también ayuda para ello el alto promedio de días con alguna precipitación, siendo también alto el número de días nublados o brumosos. Puede haber nevadas en cualquier época del año, aunque son particularmente copiosas en el invierno austral.
Fuertes vientos desde el cuadrante oeste, originados en el Pacífico, suelen azotar al paso Picton durante buena parte del año.
En la clasificación climática de Köppen, el clima del paso Picton es del tipo templado, húmedo todo el año, y con verano frío «Cfc». Este clima es llamado también: clima oceánico frío, o subpolar oceánico. Según otros autores es una variante fría del «patagónico húmedo».

### Flora

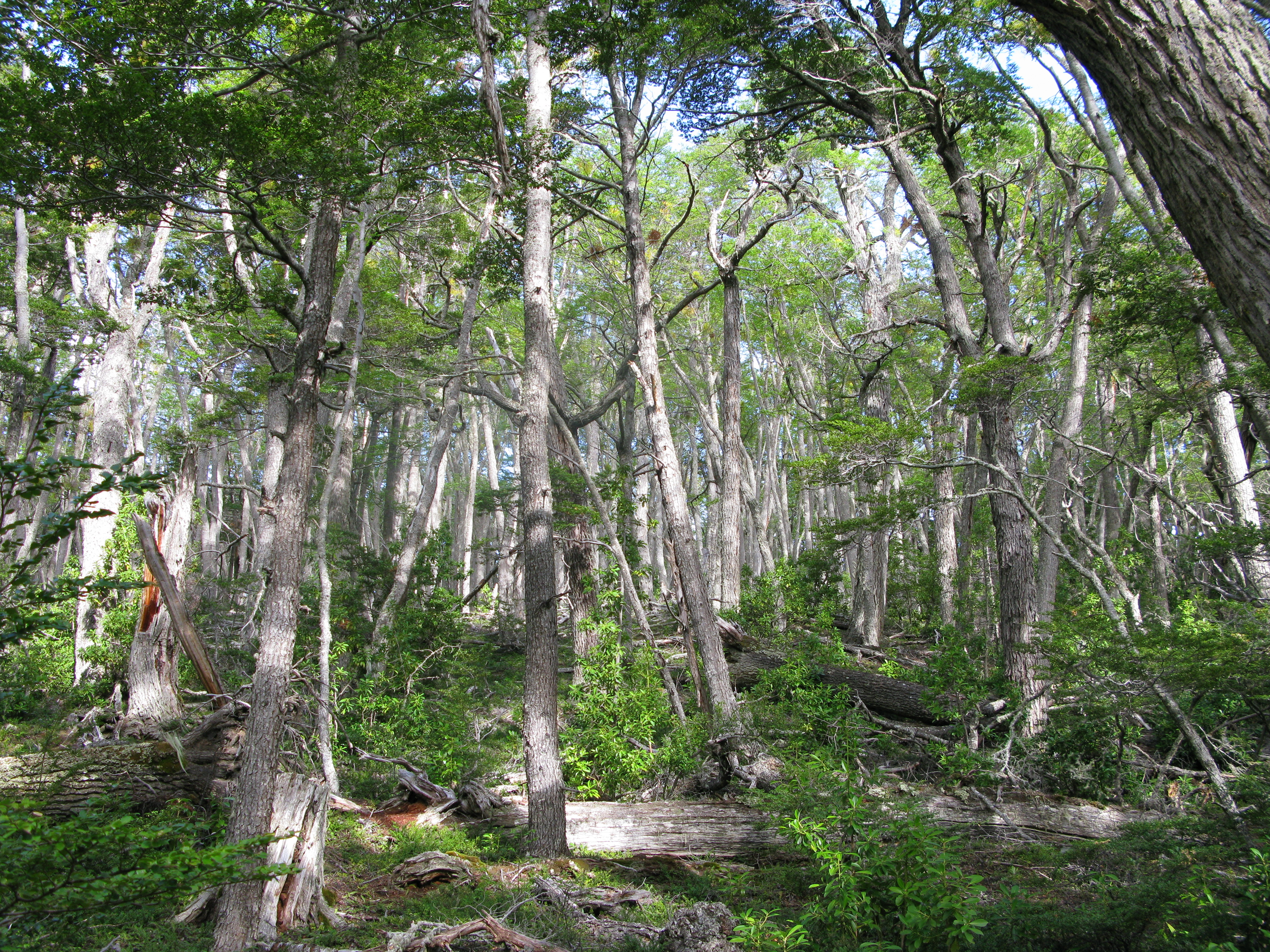
El bosque de lengas cubre las costas del Paso Picton.

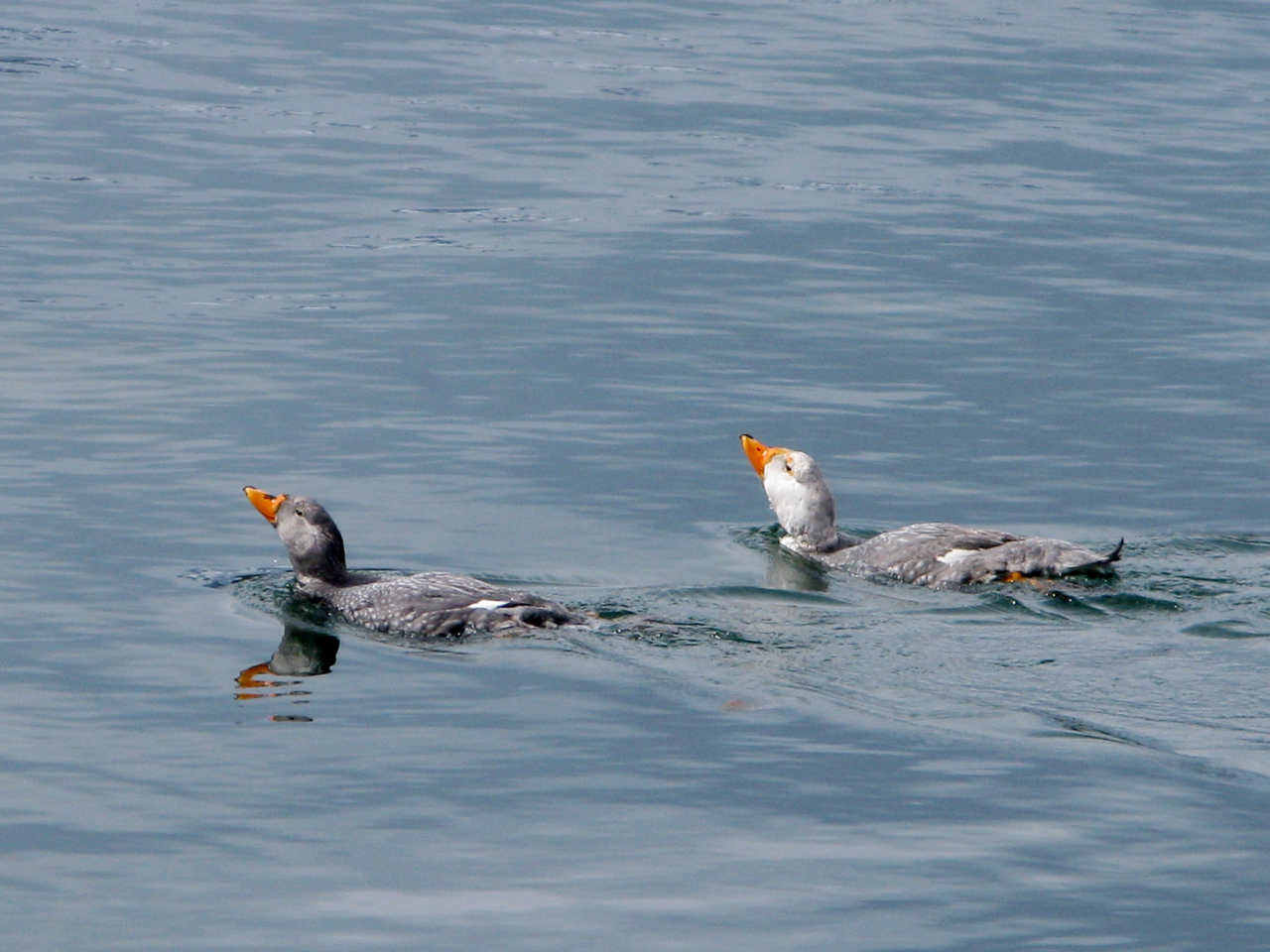
Pareja de Patos vapor del Pacífico.

Sus aguas son notables por poseer bosques sumergidos de cachiyuyos gigantes (Macrocystis pyrifera), una alga parda de enormes proporciones, la cual sostiene una rica biodiversidad marina.
Fitogeográficamente, buena parte de sus riberas se insertan en dos distritos de la Provincia fitogeográfica Subantártica. En los sectores con alguna protección se encuentran bosques del Distrito fitogeográfico Subantártico del Bosque Caducifolio, presentando como especies características a la lenga (Nothofagus pumilio), el ñirre (Nothofagus antarctica), el notro (Embothrium coccineum), etc. En sectores más húmedos se presenta el Distrito fitogeográfico Subantártico Magallánico, presentando como especies características al guindo o cohiue de Magallanes (Nothofagus betuloides), el huayo (Maytenus magellanica), el canelo (Drimys winteri), etc.
Son frecuentes las comunidades de turbales en sectores empapados de aguas ácidas, las que junto con las temperaturas bajas, reducen al mínimo la acción de microorganismos descomponedores. Son dominados por distintas especies, destacando los musgos, los cuales forman una densa capa superficial. En algunos sectores se presenta la tundra magallánica y los arbustales magallánicos.
Sus aguas son parte de la «Reserva de Biosfera Cabo de Hornos».

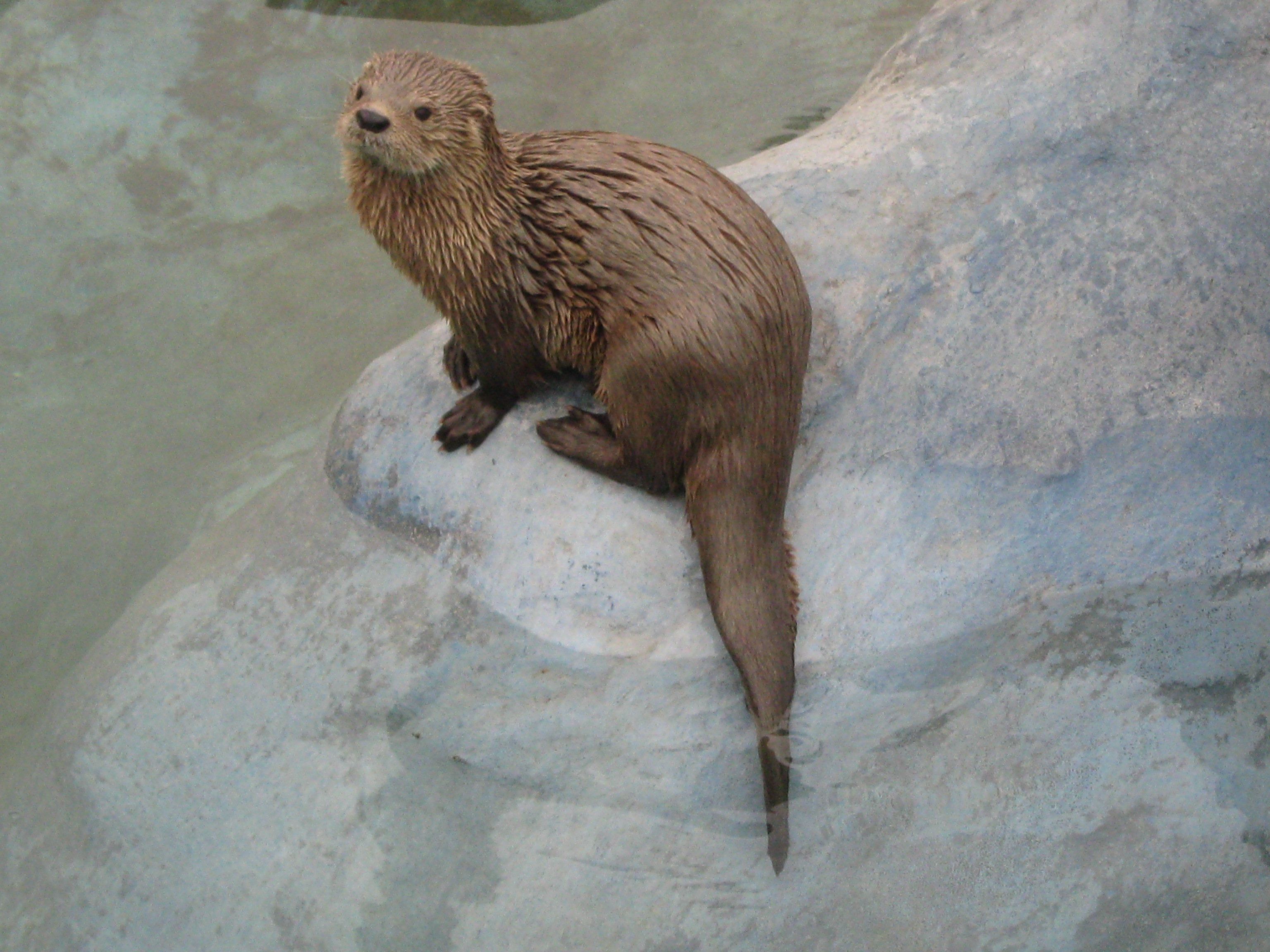
chungungo.

### Fauna

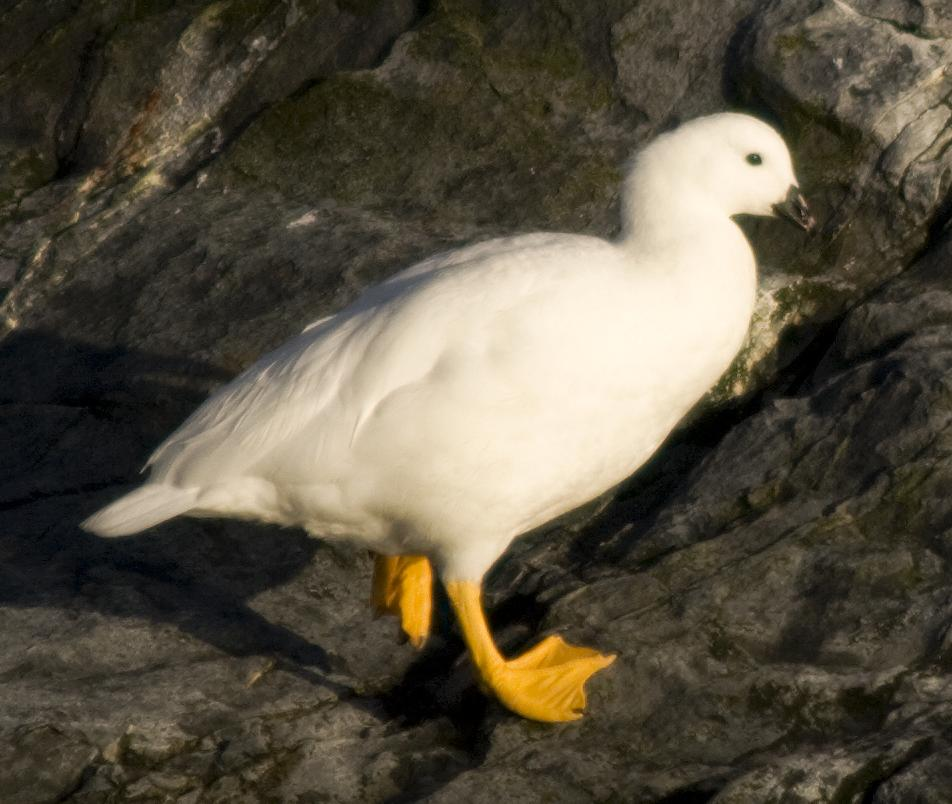
caranca o caiquén de mar.

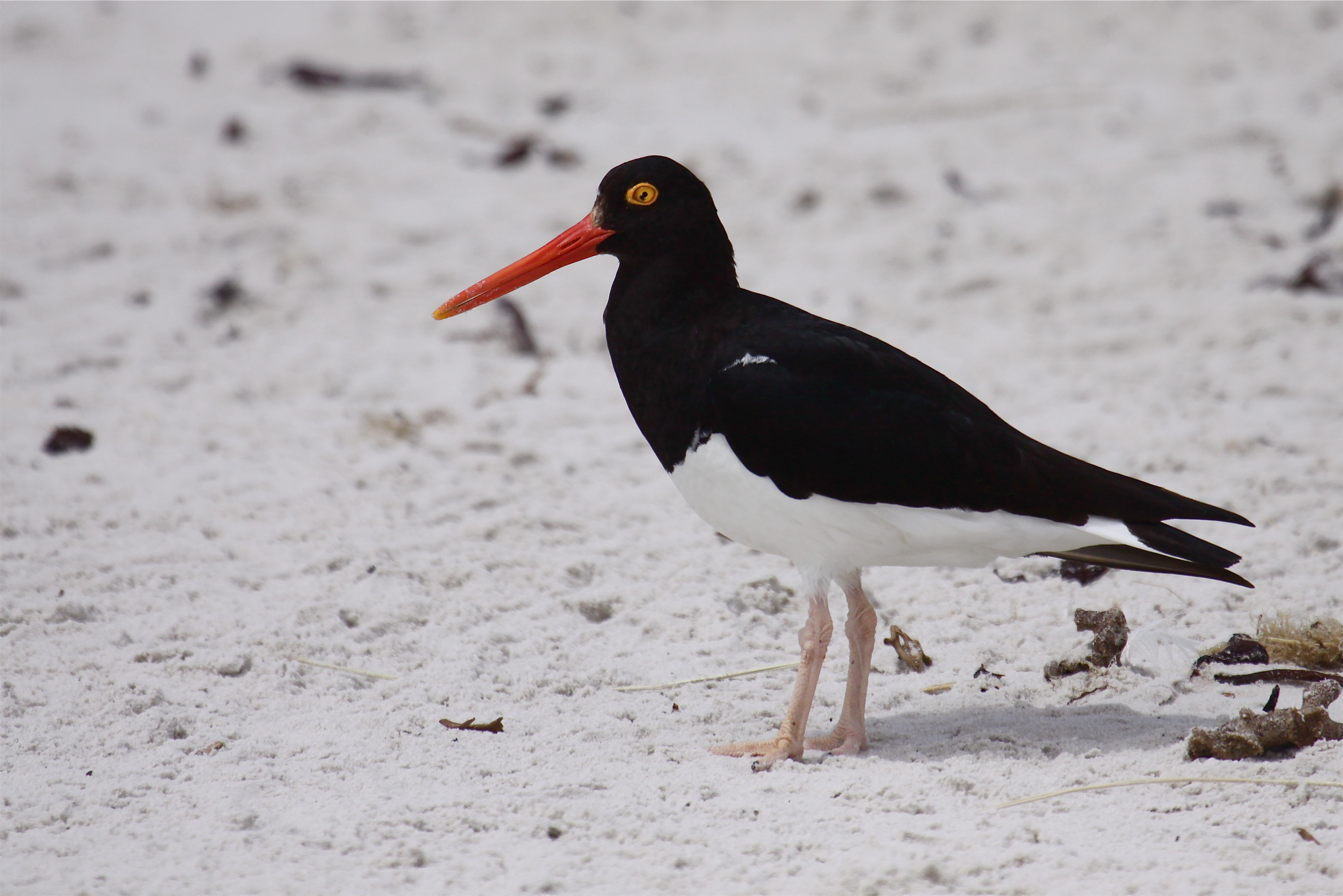
pilpilén austral.

El paso Picton cuenta con especies faunísticas típicas del sudeste del océano Pacífico. En sus aguas y costas se encuentran albatros (Diomedeidae), gaviotas australes (Larus scoresbii), patos vapor del Pacífico (Tachyeres pteneres), carancas o caiquenes de mar (Chloephaga hybrida), pilpilenes australes (Haematopus leucopodus), cormoranes imperiales (Leucocarbo atriceps), petreles (Procellariidae), lobos marinos de un pelo (Otaria flavescens) y de dos pelos (Arctocephalus australis) y, posiblemente, alguna nutria marina o chungungo (Lontra felina).

## Historia

### Primitivos habitantes del paso Picton y primeros encuentros con occidentales

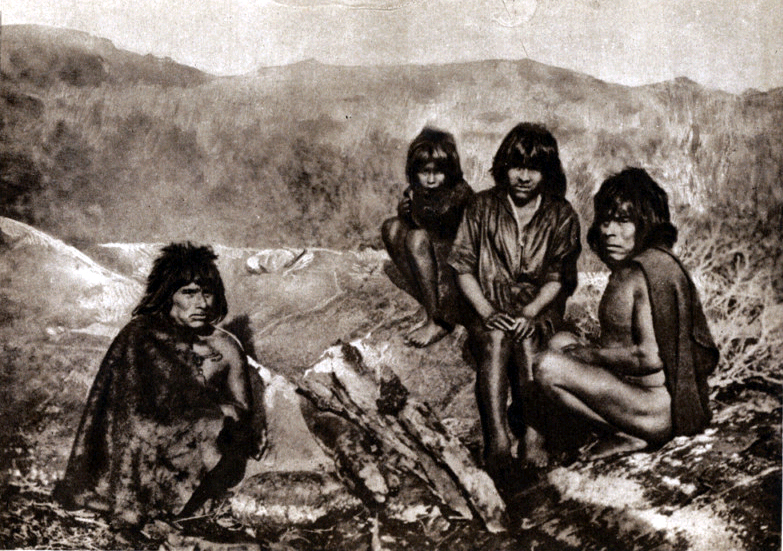
Familia yámana; los primitivos habitantes del paso Picton.

El paso Picton era frecuentado por los yámanas, su población original, indígenas de cultura canoera. Los primeros encuentros con la cultura occidental se produjeron con el bergantín HMS Beagle al mando de Robert Fitz Roy durante las décadas de 1820 y 1830. En 1888 fue descubierto oro en la zona, lo que desató el interés económico por la región. A principios del siglo XX, el oro se agotó y la zona quedó deshabitada.
Para entrar al canal Beagle desde el este, el paso Picton era el brazo mayormente empleado desde su descubrimiento y durante la época de la navegación a vela, pues era más reparado de los fuertes vientos locales que el paso septentrional. Charles Darwin lo señaló en Diario del viaje de un naturalista alrededor del mundo o El viaje del Beagle. Hoy ha quedado en desuso excepto cuando, el objetivo es navegar desde el tramo medio del canal Beagle, alcanzar la isla Lennox, el archipiélago del cabo de Hornos, o la Antártida.

### Conflicto limítrofe por la soberanía del paso Picton
El paso Picton comparte las características biológicas e hidrográficas del océano Pacífico, posición que es sostenida por el gobierno de Chile, que lo considera un brazo de dicho océano dentro del marco de la teoría de la división natural de los océanos, tesis presentada en la conferencia de la Oficina Hidrográfica Internacional celebrada en Mónaco en el año 1952, en la cual se postula al arco de las Antillas Australes como límite natural entre ambos océanos, por lo que las costas del sur de las islas Grande de Tierra del Fuego y de los Estados debían pertenecer al Pacífico.
La mitad oriental del paso Picton, junto a las costas e islotes en ella, fueron reclamadas por la Argentina según una particular interpretación del límite Atlántico-Pacífico en donde no reclamaba las aguas y costas de la otra mitad de dicho paso. Este hecho formó parte del Conflicto del Beagle. El laudo arbitral del Reino Unido de Gran Bretaña e Irlanda del Norte del 2 de mayo de 1977 sobre la disputa de soberanía conocida como Conflicto del Beagle dictaminó que tanto la isla Navarino, como la isla Picton, y el paso Picton que las separa, pertenecen al océano Pacífico; posición que se relaciona con la adoptada por la Organización Hidrográfica Internacional desde la Conferencia Geográfica de Londres del año 1919, la cual estipula que «Aquellos estrechos que tuvieren salida a dos océanos, deben ser incluidos totalmente en uno, no pudiendo ser divididos en dos secciones».
Luego de que la Argentina declarase nulo al citado laudo, y como consecuencia de la tensión bélica generada, en el año 1978 Chile fortificó el Paso Picton y el resto del área en disputa, creando trincheras y campos minados como estructuras defensivas.
Esta creciente tensión tuvo su pic en diciembre de 1978, llegando casi al borde de la guerra, la cual a último momento se pudo evitar gracias a la mediación del papa Juan Pablo II. Finalmente, tras la Argentina haber retornado a la democracia y haber aprobado en una consulta popular no vinculante una propuesta papal, ambos países firmaron en 1984 el Tratado de paz y amistad en el cual la Argentina reconoció al paso Picton definitivamente y en su totalidad bajo soberanía chilena. A cambio, Chile le otorgó facilidades de navegación para el paso a través de aguas interiores chilenas en el tráfico marítimo entre puertos argentinos en el canal Beagle y la Antártica, y viceversa; o entre puertos argentinos en dicho canal y la Zona Económica Exclusiva argentina adyacente al límite marítimo entre la Argentina y Chile. La ruta marítima permitida es la que discurre por la totalidad del paso Picton, por lo que los buques argentinos pueden cruzarlo sin piloto chileno ni aviso. Estas exenciones son descritas en el Artículo 8° del Anexo N.°2 del Tratado de paz y amistad.

## Administración
El Paso Picton es fiscalizado por la Armada de Chile mediante «Alcaldes de Mar» quienes están al mando de «Alcaldías de Mar». Las mismas pertenecen a la Tercera Zona Naval, «Distrito Naval Beagle» (DISNABE), con sede en Puerto Williams. Allí está el Puerto Base de los Patrulleros de Servicio General PSG 73 “Aspirante Isaza” y “Sibbald”, los cuales son los buques encargados de reaprovisionarlas de víveres y elementos básicos, generalmente cada 2 o 3 meses. También realizan mantenimiento de la infraestructura de las mismas, de la señalización marítima distribuida en la zona, al tiempo que fiscalizan los barcos pesqueros que se encuentran en sus aguas. Cada Alcalde de Mar vive junto a su grupo familiar por un período de un año. Su tarea principal es el resguardo de la soberanía chilena en la región, el control de las aguas jurisdiccionales y la salvaguarda y rescate de la vida humana en el mar.

## Vías de acceso
La única localidad es sus riberas es Puerto Toro, al cual se puede acceder, mediante aerovías DAP, al pequeño aeródromo que está al lado del pueblo. También puede hacerse en barcos de pescadores desde Puerto Williams, situado en el noreste de la isla Navarino. Desde este último, también se puede acceder al paso Picton en cruceros o embarcaciones privadas como etapa intermedia en un viaje hacia el cabo de Hornos, el que es la principal atracción turística de las islas australes chilenas.